# Comité Paralímpico de Sierra Leona
El Comité Paralímpico de Sierra Leona es el comité paralímpico nacional que representa a Sierra Leona. Esta organización es la responsable de las actividades deportivas paralímpicas en el país. Es miembro del Comité Paralímpico Internacional y del Comité Paralímpico Africano.